# Adam Simons

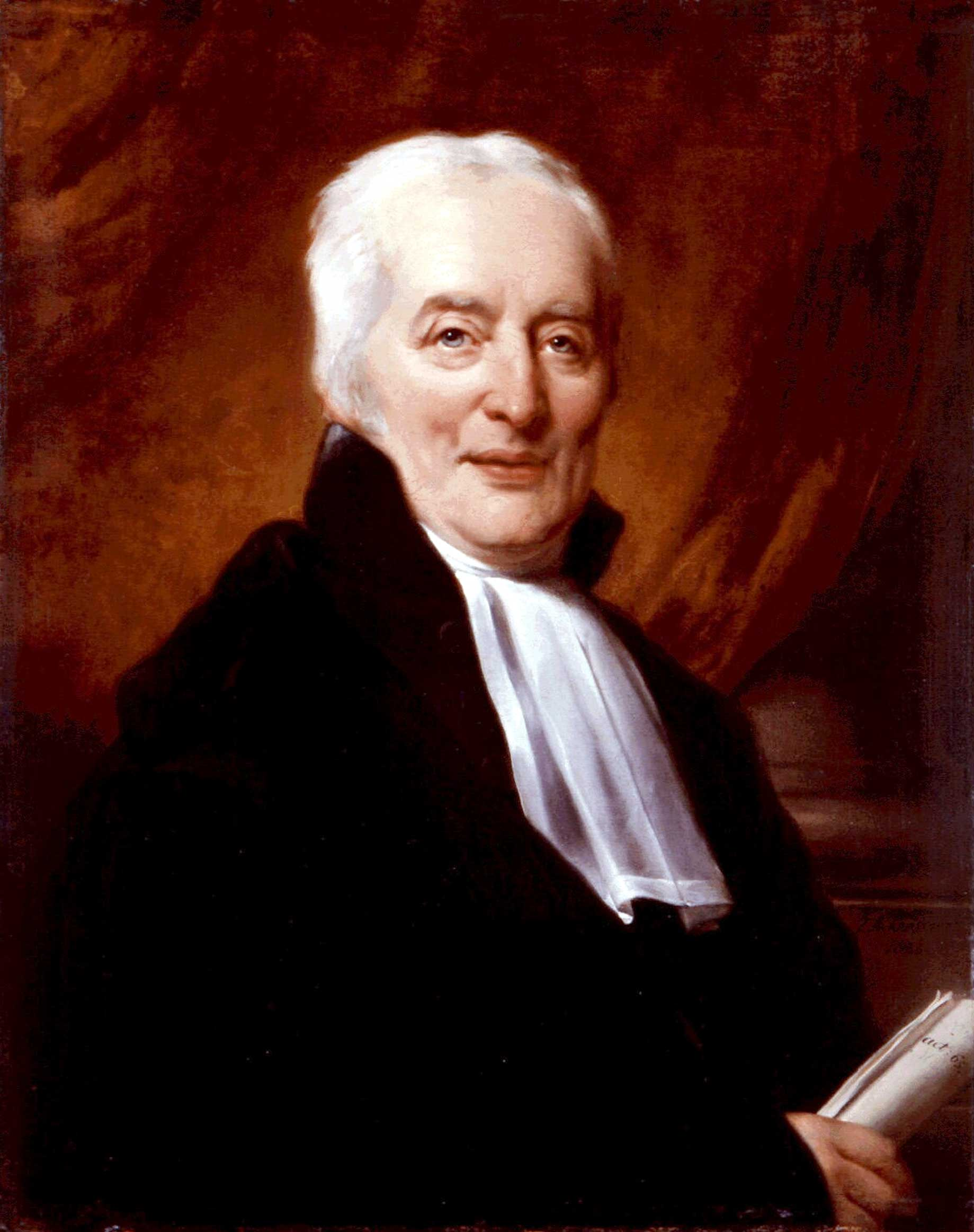
Adam Simons

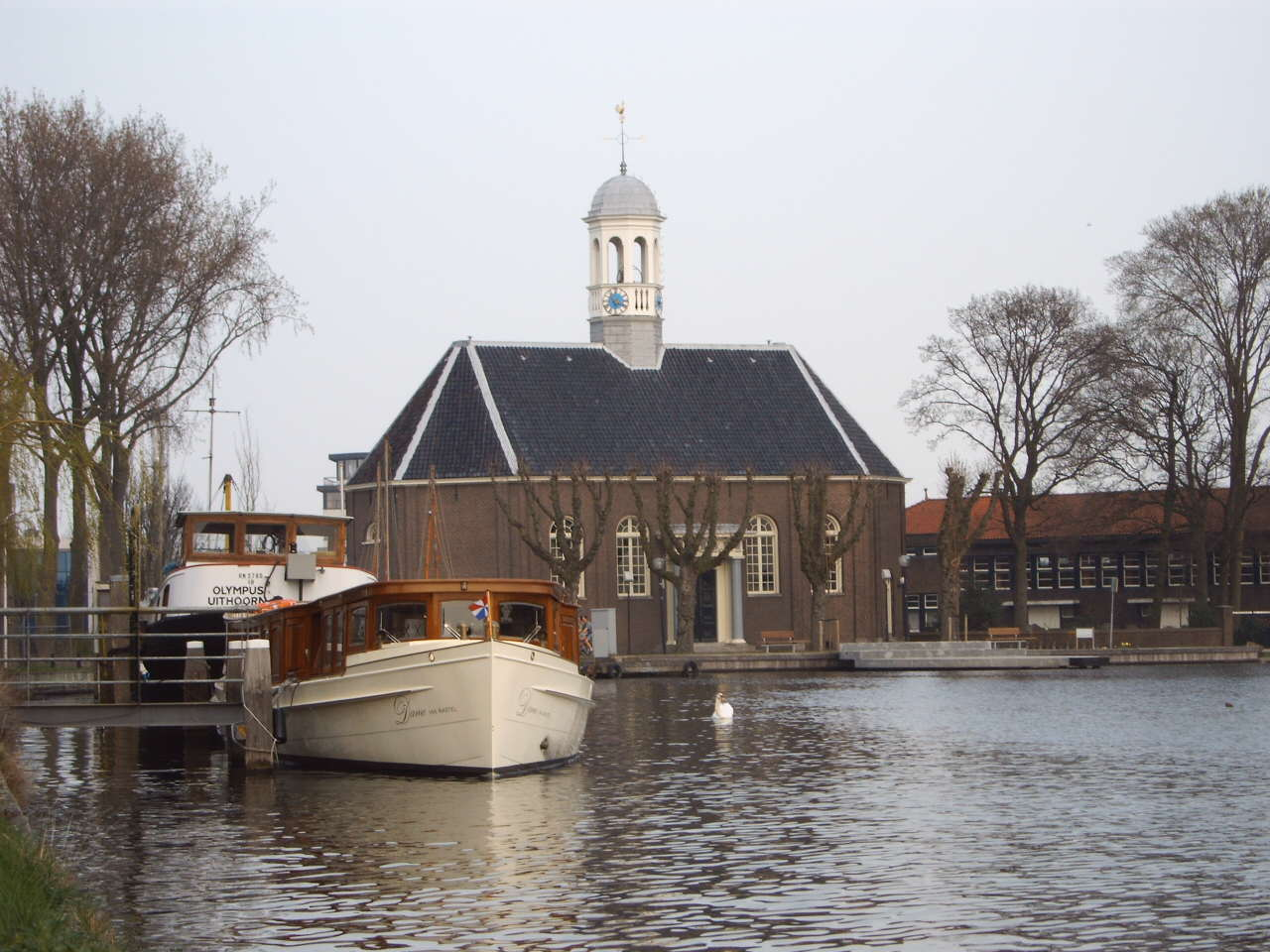
Thamerkirche bei Uithoorn

Adam Simons (* 25. Februar 1770 in Amsterdam; † 5. Januar 1834 ebenda) war ein niederländischer reformierter Theologe, Dichter, Rhetoriker und Historiker. 

## Leben
Der Sohn von Pieter Simons und Neltje van der Sluis hatte anfänglich die Lateinschule seiner Geburtsstadt besucht. Danach frequentierte er das Athenaeum Illustre Amsterdam und immatrikulierte sich am 12. November 1787 an der Universität Leiden, um ein Studium der Theologie zu verfolgen. 1792 absolvierte er sein theologisches Probejahr, wurde 1793 Pfarrer in Lage Vuursche und 1799 Pfarrer in Thamen bei Uithoorn. 
Seine Arbeiten auf dem Gebiet der niederländischen Literatur bewogen die Kuratoren der Universität Utrecht Simons am 5. Dezember 1815 zum Professor für niederländische Literatur und Rhetorik zu berufen. Nachdem man ihn am 20. März 1816 an der Utrechter Hochschule die philosophische Ehrendoktorwürde verliehen hatte, trat er am 25. März 1816 mit der Einführungsrede Over den waren dichter seine übertragene Professur an. 
In dieser Funktion beteiligte er sich auch an den organisatorischen Aufgaben der Hochschule und war 1832/33 Rektor der Alma Mater, welche Aufgabe er mit der Rede Oratio de Vita et meritis niederlegte. 
Neben seinen poetischen Veröffentlichungen beschäftigte Simons sich auch mit geschichtlichen Fragen der Niederlande. Bei letzterer Anführung wäre vor allem seine Mitarbeit am achtbändigen Werk Nederlansche historien (Amsterdam 1820–24) hervorzuheben, welche er gemeinsam mit Pieter Corneliszoon Hooft und Matthijs Siegenbeek bearbeitete. Aber auch seine Vorlesungen zur Ethik und nordischen Mythologie, sollen in diesem Kontext erwähnt sein. Zudem hatte er ehrenvolle Berufungen in verschiedene Wissenschaftsgesellschaften erhalten. So war er Mitglied des Königlich Niederländischen Instituts der Wissenschaften in Amsterdam, der Gesellschaft der niederländischen Literatur in Leiden, Mitglied der holländischen Gesellschaft für Künste und Wissenschaften in Haarlem, Mitglied der Zeeländischen Gesellschaft für Wissenschaft und Künste in Middelburg und Mitglied der provinziellen Utrechtschen Gesellschaft für Wissenschaft und Künste.

## Familie
Aus seiner 1793 geschlossenen Ehe mit Johanna Maria Keer, sind drei Söhne bekannt. Von diesen kennt man: 
- Gerrit Simons (* 22. Januar 1802 in Thamen; † 17. November 1868 in Den Haag) war niederländischer Innenminister
- Dirk Simons (* 13. Juli 1797 in Lage Vuursche; † 4. Februar 1870 in Doetinchem) wohnte erst in Amsterdam und wurde Bürgermeister in Doetinchem, verh. um 1825 in Amsterdam mit Annetta Johanna van der Schalk (um 1797 in Schiedam)
- Piet Simons (* 17. Mai 1795 in Lage Vuursche; † 4. August 1850 in Den Haag) war Advokat in Amsterdam und später in Den Haag

## Werke
- Aen de Leydsche burgers, op den 3. October. Leiden 1791 (Online)
- De lof der welsprekendheid. 1800
- Gedichten. Amsterdam 1805 (Online)
- Dichtkundige aanmerkingen op de Evangelische gezangen. Amsterdam 1806
- De waarde van den mensch, in drie zangen. Amsterdam 1814
- Alexander, keizer aller Russen. Den Haag 1815 (Online)
- Bij de herstelling van Utrecht’s Hooge School. Den Haag 1815 (Online)
- Redevoering over den waren dichter. Utrecht 1816 (Online)
- Verstrooide Gedichten. Amsterdam 1822 (Online)
- Het huisselijk geluk, in drie zangen. Amsterdam 1823
- Het kasteel van Antwerpen. Utrecht 1831 (Online)
- Verwelkoming bij den plegtigen aanvang der akademische lessen, na de wederkomst der leerlingen van de Utrechtsche hoogeschool in het leger. Utrecht 1831 (Online)
- Bij de uitvaart van J. C. J. van Speyk, scheepsbevelhebber voor Antwerpen. 1831 (Online)
- J. Geel en A. Simons, voorlezingen,gehouden in het leesmuseum te Utrecht. Utrecht 1830
- Oratio de imitatione naturae, in omni arte sedulo adhibenda. Utrecht 1833
- Verzamelde poëzie. Utrecht 1834 (Online)
- Verhandelingen. Amsterdam 1834 (Online)